# كيش (شخصية)
كيش (بالإنجليزية: Keish)‏ أو سكوكوم (1859 - 11 يوليو/تموز 1916)، أو قانونيا جيمس ميسن، والمعروف أكثر بكنيته سكوكوم (بالإنجليزية: Skookum)‏ جيم ميسن، كان كيش (بالإنجليزية: Keish)‏ عضوا في تاجيش الأمة الأولى التي أصبحت فيما بعد إقليم يوكون في كندا.  ولد قرب بحيرة بينيت [الإنجليزية]‏ التي هي الآن حدود لكولومبيا البريطانية وإقليم يوكون. عاش في (كاريبو كروسينغ)، حاليا (كاركروس)، في إقليم يوكون، كندا. في أواسط 1880، عمل حمالا في ممر شلكوت (بالإنجليزية: Chilkoot)‏ يحمل التجهيزات لعمّال المناجم، حيث كسب كنية سكوكوم بسبب قوته الاستثنائية. سكوكوم - في اللغة الشينوكية والإنجليزية الإقليمية كما هو مستعمل في المنطقة الشمالية الغربية المحيط الهادي - تعني «موثوق» و«كبير» و«قوي». ساعد سكوكوم ويليام أوغيلفي في استكشافاته في نهر يوكون. وكان دليلا لأعضاء بعثات التنقيب عن الذهب في الطريق على الممر الأبيض. كيش اليوم معروف بجعل ادعاء اكتشاف الذهب حقيقة أدت إلى حمى الذهب في كلوندايك، بالرغم من أنه نسب فقط إلى جورج كارماك، نسيبه. وصف كارماك سكوكوم جيم  بالقوي ضخم الأكتاف المنحدرة القوية، مثل حجر أساس. كان معروفا كأفضل صياد على النهر، في الحقيقة كان كيش نموذجا ممتازا من الهنود الشماليين. مات سكوكوم في وايت هورس يوكون، في 1916.